# Saint-Vincent-des-Prés (Saona i Loara)
Saint-Vincent-des-Prés – miejscowość i gmina we Francji, w regionie Burgundia-Franche-Comté, w departamencie Saona i Loara.
Według danych na rok 1990 gminę zamieszkiwało 89 osób, a gęstość zaludnienia wynosiła 14 osób/km² (wśród 2044 gmin Burgundii Saint-Vincent-des-Prés plasuje się na 821. miejscu pod względem liczby ludności, natomiast pod względem powierzchni na miejscu 1154.).